# Miguel Camargo
Miguel Elías Camargo Cañizalez (* 5. September 1993 in Panama-Stadt) ist ein panamaischer Fußballspieler.

## Karriere

### Klub
In der Saison 2012/13 begann er mit 19 Jahren seine Karriere beim Chorrillo FC, wo er einige Jahre aktiv war. Für die erste Jahreshälfte 2015 erfolgte eine Leihe zum CD Águila nach El Salvador. Nach der Rückkehr spielte er in der zweiten Jahreshälfte wieder bei Chorrillo und im Januar 2016 folgte die nächste Leihe zu Mineros de Guayana nach Venezuela. Diesmal blieb er bis zum Ende des Jahres. Zurück in Panama blieb er jedoch nur kurz, da er Mitte Januar 2017 für ein Jahr in die USA zum MLS-Franchise New York City FC verliehen wurde. Er erhielt eine Green Card, womit er innerhalb der MLS nicht mehr als Ausländer galt. Eine Kaufoption wurde nicht gezogen.
Nach der Leihe kehrte er erneut in seine Heimat zurück und wechselte Mitte Februar 2018 fest zum CD Universidad de San Martín de Porres nach Peru. Im Sommer ging er wieder zu Mineros. Nur ein paar Wochen darauf brach hier aber auch seine Zelte ab und kehrte wieder nach Panama zurück, wo sein Klub mittlerweile durch eine Fusion zum CD Universitario geworden war. Für die Mannschaft spielte er bis Ende 2019.
2020 spielte er nochmals in Venezuela, diesmal für Deportivo Táchira. Zu Jahresbeginn 2021 wechselte er landesintern zu Deportivo Pasto. Seit Mitte Mai 2021 ist er bei Independiente Medellín unter Vertrag.

### Nationalmannschaft
Seinen ersten Einsatz für die Nationalmannschaft von Panama hatte er am 7. August 2014 bei einer 0:3-Freundschaftsspielniederlage gegen Peru. Hier stand er in der Startelf und wurde dann zur 70. Minute gegen Adonis Villanueva ausgewechselt. Nach ein paar weiteren Einsätzen folgte dann auch mit dem Gold Cup 2015 sein erstes Turnier, wo er auf insgesamt vier Einsätze kam. Im Oktober war er auch Teil des U23-Kaders bei der Qualifikation für die olympischen Spiele 2016, wo er in allen drei Partien zum Einsatz kam. Bei der Copa América Centenario 2016 kam er noch einmal auf zwei Partien. Bei den Turnieren der Copa Centroamericana war er jeweils immer nicht im Kader, dafür aber beim darauffolgenden Gold Cup, so auch bei der Ausgabe im Jahr 2017, wo er erstmals in jeder Partie eines Spiels zum Einsatz kam. Für den Kader der Weltmeisterschaft 2018 stand er zwar im erweiterten Kader, wurde dann jedoch beim endgültigen nicht mehr berücksichtigt. Beim Gold Cup 2019 stand er wieder nicht im Kader. Bis heute hat er jedoch noch Einsätze für die Nationalmannschaft.